# Ischnomera viator
Ischnomera viator là một loài bọ cánh cứng trong họ Oedemeridae. Loài này được Champion mô tả khoa học năm 1927.